# Thần điêu đại hiệp (phim truyền hình 1998)
Thần điêu đại hiệp (chữ Hán: 神雕俠侶) là bộ phim truyền hình do Đài Loan sản xuất năm 1998, được chuyển thể từ tác phẩm cùng tên của nhà văn Kim Dung.

## Nội dung
Thần điêu đại hiệp là phần hai trong bộ Xạ điêu tam bộ khúc, được đánh giá là tiểu thuyết võ hiệp viết về tình yêu hay nhất của nhà văn Kim Dung. Bối cảnh của Thần điêu đại hiệp là vào cuối thời Nam Tống, khi quân Mông Cổ đã lớn mạnh, tiêu diệt hầu hết châu Á, châu Âu, đang trực tiếp uy hiếp an nguy của Nam Tống.
Câu chuyện xoay quanh tình yêu của hai nhân vật chính là Dương Quá và Tiểu Long Nữ giữa những cuộc chiến tang thương đẫm máu cả trên giang hồ lẫn chiến trường.

## Diễn viên
| Diễn viên       | Vai diễn            | Giới thiệu |
| Nhậm Hiền Tề    | Dương Quá           |            |
| Nhậm Hiền Tề    | Dương Khang         |            |
| Ngô Thanh Liên  | Tiểu Long Nữ        |            |
| Tôn Hưng        | Quách Tĩnh          |            |
| Hạ Văn Tịch     | Hoàng Dung          |            |
| Quý Cần         | Quách Phù           |            |
| Lục Nguyệt      | Quách Tương         |            |
| Trần Hồng       | Lý Mạc Sầu          |            |
| Lý Lập Quần     | Âu Dương Phong      |            |
| Lương Gia Nhân  | Hồng Thất Công      |            |
| Cao Tiệp        | Kim Luân pháp vương |            |
| Lưu Gia         | Mục Niệm Từ         |            |
| Hắc Tử          | Hoắc Đô             |            |
| Triệu Nghị      | Đạt Nhĩ Ba          |            |
| Chu Yến         | Trình Anh           |            |
| Lưu Tư          | Lục Vô Song         |            |
| Đổng Hiểu Yến   | Công Tôn Lục Ngạn   |            |
| Đồ Tùng Nghiêm  | Gia Luật Tề         |            |
| Lý Chí Hy       | Doãn Chí Bình       |            |
| Nhạc Diệu Lợi   | Triệu Chí Kính      |            |
| Từ Thiếu Cường  | Lục Triển Nguyên    |            |
| Từ Thiếu Cường  | Công Tôn Chỉ        |            |
| Diêm Thanh Dư   | Cầu Thiên Xích      |            |
| Thường Nhữ Ngôn | Tôn Bà Bà           |            |
| Phan Hồng       | Khâu Xử Cơ          |            |
| Vu Văn Trọng    | Mã Ngọc             |            |
| Lưu Tiêu        | Võ Tu Văn           |            |
| Cơ Chấn Mục     | Võ Đôn Nho          |            |
| Vương Bưu       | Lỗ Hữu Cước         |            |
| Trương Hy       | Lục Quán Anh        |            |
| Vạn Ninh        | Hồng Lăng Ba        |            |
| Lý Huệ Dân      | Hoàn Nhan Hồng Liệt |            |

## Nhạc phim
- Ca khúc chủ đề phim: Nhậm Tiêu Dao (Mặc ta ung dung, tự tại)
Trình bày: Nhậm Hiền Tề
Lời và Nhạc: Tiểu Trùng
- Ca khúc cuối phim: Thương Tâm Thái Bình Dương (Nỗi đau tựa biển Thái Bình)
Trình bày: Nhậm Hiền Tề
Lời: Trần Một
Nhạc: Nakajima Miyuki